# Computer Modern
Computer Modern — оригинальное семейство шрифтов, используемое системой компьютерной вёрстки TeX. Оно было создано Дональдом Кнутом в METAFONT и обновлено в 1992 году. Computer Modern или его разновидности по-прежнему широко используются в научных публикациях, особенно в дисциплинах, которые часто используют математические обозначения.

## Дизайн

Computer Modern основан на новой антикве конца 1800-х годов.

Как следует из названия, Computer Modern — это новая антиква, класс шрифтов, появившийся в конце XVIII века. Шрифты новой антиквы имеют высокую контрастность между толстыми и тонкими элементами, а их оси вертикальны. Computer Modern был специально основан на размере 10 пунктов по Modern Extended 8A от американской компании Lanston Monotype